# Girlfriend, Girlfriend
Girlfriend, Girlfriend (カノジョも彼女, Kanojo mo kanojo) est un shōnen manga écrit et dessiné par Hiroyuki. Il est prépublié entre le 4 mars 2020 et le 24 mai 2023 dans le Weekly Shōnen Magazine, puis publié en volumes reliés par l'éditeur japonais Kōdansha. La version française est éditée par noeve grafx depuis le 9 juillet 2021.
Une adaptation en anime est produite par le studio Tezuka Productions. La première saison est diffusée de juillet à septembre 2021. Une seconde saison est diffusée d'octobre à décembre 2023.

## Synopsis
Naoya est un lycéen de première année et sort avec Saki, dont il est amoureux depuis l'enfance. Mais voilà que Nagisa une autre première année se déclare à lui... Naoya décide donc de prendre une décision, deux petites amies pour le prix d'une !

## Personnages
Naoya Mukai (向井 直也, Mukai Naoya)
Voix japonaise : Junya Enoki
C'est un étudiant direct et extraverti. Sa petite-amie est Saki. Il peut paraître égoïste notamment en acceptant Nagisa comme petite-amie également.
Saki Saki (佐木 咲, Saki Saki)
Voix japonaise : Ayane Sakura
Saki est une fille joyeuse et énergique. Elle est aussi une fille émotive et distraite. Elle est l'amie d'enfance de Naoya et sa première petite-amie.
Nagisa Minase (水瀬 渚, Minase Nagisa)
Voix japonaise : Azumi Waki
Nagisa est une fille prévenante et humble. Malgré sa personnalité attentionnée, elle a recours à des tactiques sournoises pour préserver sa relation avec Mukai Naoya. Elle est tombée amoureuse de Naoya car il l'a incitée à poursuivre des activités dans lesquelles elle était douée.
Rika Hoshizaki (星崎 理香, Hoshizaki Rika)
Voix japonaise : Ayana Taketatsu
C'est une camarade de classe de Naoya. Elle est secrètement une vloggeuse populaire qui se fait appeler en ligne Mirika. Elle a l'intention de devenir la troisième petite amie de Naoya, allant jusqu'à le harceler, lui et ses petites amies, ainsi qu'à camper devant sa maison pour attirer son attention.
Shino Kiryū (桐生 紫乃, Kiryū Shino)
Voix japonaise : Rie Takahashi
C'est une fille sérieuse et prévenante. Il s'agit de la meilleure amie de Saki depuis le collège. Elle désapprouve totalement sa relation à trois avec Naoya.
Risa Hoshizaki (星崎理沙, Hoshizaki Risa)
Voix japonaise : Aoi Koga
C'est la petite sœur de Rika Hoshizaki, elle est une fille persévérante et travailleuse. Elle est frustrée par les méthodes insensées de sa sœur pour conquérir le cœur de Naoya Mukai.

## Manga
Girlfriend, Girlfriend est scénarisé et dessiné par Hiroyuki. La série débute sa prépublication le 4 mars 2020 dans le Weekly Shōnen Magazine. L'éditeur Kōdansha publie les chapitres en tankōbon avec un premier volume sorti le 17 juin 2020. Seize volumes sont sortis au 14 juillet 2023. La version française est publiée par noeve grafx avec un premier volume sorti le 9 juillet 2021.

### Liste des volumes
| no | Japonais          | Japonais                                              | Français         | Français          |
| no | Date de sortie    | ISBN                                                  | Date de sortie   | ISBN              |
| --- | ----------------- | ----------------------------------------------------- | ---------------- | ----------------- |
| 1 | 17 juin 2020      | 978-4-06-519743-1                                     | 9 juillet 2021   | 978-2-38-316026-7 |
| Liste des chapitres : - Chapitre 1 : Même si ce n'est pas la meilleure des voies (それが正しい道じゃなくても, Sore ga tadashii michi ja nakute mo) - Chapitre 2 : Négociations pour une relation à trois (二股交渉, Futamata kōshō) - Chapitre 3 : Un problème à gérer (アレの問題, Are no mondai) - Chapitre 4 : Une nuit pleine de doutes (疑惑の夜, Giwaku no yoru) - Chapitre 5 : Les sentiments de Nagisa (渚の気持ち, Nagisa no kimochi) - Chapitre 6 : Je ne veux pas le décevoir (幻滅されたくない, Genmetsu saretaku nai) - Chapitre 7 : Je ne veux pas que ça se sache (バレたくないから, Baretaku nai kara) - Chapitre 8 : Un endroit pour nous trois (３人の場所, Sannin no basho) - Chapitre 9 : Je ne veux pas me faire larguer (捨てられたくない, Suteraretaku nai) |                   |                                                       |                  |                   |
| 2 | 17 septembre 2020 | 978-4-06-520747-5                                     | 10 décembre 2021 | 978-2-38-316042-7 |
| Liste des chapitres : - Chapitre 10 : Reviens chez nous (帰ってきてよ, Kaette kite yo) - Chapitre 11 : Mais je... (だって私は..., Datte watashi wa...) - Chapitre 12 : Ma copine et ma copine (彼女と彼女, Kanojo to kanojo) - Chapitre 13 : Mirika entre en scène ! (ミリカ登場, Mirika tōjō) - Chapitre 14 : Et de trois ?! (３人目！？, Sanninme! ?) - Chapitre 15 : Je ne partirai pas (絶対出ていかない, Zettai dete ikanai) - Chapitre 16 : Voilà pourquoi je veux qu'elle s'en aille (帰したい理由, Kaeshitai riyū) - Chapitre 17 : Pour vous deux (二人のためなら, Futari no tame nara) - Chapitre 18 : De froide à affectueuse (ツンがデレ, Tsun ga dere) |                   |                                                       |                  |                   |
| 3 | 17 novembre 2020  | 978-4-06-521409-1                                     | 29 avril 2022    | 978-2-38-316109-7 |
| Liste des chapitres : - Chapitre 19 : Ce qu'on doit faire (やるべきこと, Yarubeki koto) - Chapitre 20 : De distante à affectueuse (ツンがデレデレ, Tsun ga deredere) - Chapitre 21 : Ne t'éloigne pas de moi (そばにいて, Soba ni ite) - Chapitre 22 : Serre-la contre moi (抱いてやれ, Daite yare) - Chapitre 23 : C'est sûr, elle l'aime (どう見ても好き, Dō mite mo suki) - Chapitre 24 : Sentiments révélés (ツンのデレがバレ, Tsun no dere ga bare) - Chapitre 25 : Quoi que tu dises (どんなに言われても, Donna ni iwarete mo) - Chapitre 26 : Après le baiser d'une prétendante (彼女以外の子にキスをされた結果, Kanojo igai no ko ni kisu o sareta kekka) - Chapitre 27 : L'excitation avant la station thermale (温泉楽しみ, Onsen tanoshimi)                             |                   |                                                       |                  |                   |
| 4 | 15 janvier 2021   | 978-4-06-521960-7                                     | 9 décembre 2022  | 978-2-38-316173-8 |
| Liste des chapitres : - Chapitre 28 : 非日常だからできること (Hinichijō da kara dekiru koto) - Chapitre 29 : 私は大丈夫ですので (Watashi wa daijōbu desu no de) - Chapitre 30 : 二人きりの５分間 (Futari kiri no gofunkan) - Chapitre 31 : ＶＳ．紫乃 (VS. Shino) - Chapitre 32 : 温泉でありがちなこと (Onsen de arigachi na koto) - Chapitre 33 : 渚にとっての直也 (Nagisa ni totte no Naoya) - Chapitre 34 : 私だって (Watashi datte) - Chapitre 35 : 渚も彼女 (Nagisa mo kanojo) - Chapitre 36 : 二股なんて絶対に (Futamata nante zettai ni) |                   |                                                       |                  |                   |
| 5 | 16 avril 2021     | 978-4-06-522885-2                                     | 27 octobre 2023  | 978-2-38-316342-8 |
| Liste des chapitres : - Chapitre 37 : 目覚めて直也 (Mezamete Naoya) - Chapitre 38 : それなら私は (Sore nara watashi wa) - Chapitre 39 : 妹を使おう (Imōto o tsukaō) - Chapitre 40 : 幸せな時間 (Shiawase na jikan) - Chapitre 41 : イケイケゴーゴー夏休み (Ike ike gō gō natsuyasumi) - Chapitre 42 : お願い紫乃さん (Onegai Shino-san) - Chapitre 43 : 一緒に住む！ (Issho ni sumu!) - Chapitre 44 : 紫乃と咲 (Shino to Saki) - Chapitre 45 : 紫乃と直也 (Shino to Naoya) |                   |                                                       |                  |                   |
| 6 | 17 juin 2021      | 978-4-06-523588-1                                     | 26 avril 2024    | 978-2-38-316442-5 |
| Liste des chapitres : - Chapitre 46 : もしかして (Moshikashite) - Chapitre 47 : いらっしゃい紫乃さん (Irasshai Shino-san) - Chapitre 48 : しっかりして (Shikkari shite) - Chapitre 49 : 花火と彼女① (Hanabi to kanojo ①) - Chapitre 50 : 花火と彼女① (Hanabi to kanojo ②) - Chapitre 51 : 花火と彼女① (Hanabi to kanojo ③) - Chapitre 52 : 花火と彼女① (Hanabi to kanojo ④) - Chapitre 53 : 花火と彼女① (Hanabi to kanojo ⑤) - Chapitre 54 : 花火と彼女① (Hanabi to kanojo ⑥) |                   |                                                       |                  |                   |
| 7 | 17 août 2021      | 978-4-06-524478-4                                     |                  |                   |
| Liste des chapitres : - Chapitre 55 : ずるい (Zurui) - Chapitre 56 : 彼女と覚悟① (Kanojo to Kakugo 1) - Chapitre 57 : 彼女と覚悟② (Kanojo to Kakugo 2) - Chapitre 58 : 彼女と覚悟③ (Kanojo to Kakugo 3) - Chapitre 59 : 彼女と覚悟④ (Kanojo to Kakugo 4) - Chapitre 60 : 彼女と覚悟⑤ (Kanojo to Kakugo 5) - Chapitre 61 : 彼女と覚悟⑥ (Kanojo to Kakugo 6) - Chapitre 62 : 彼女と覚悟⑦ (Kanojo to Kakugo 7) - Chapitre 63 : 決着の５か月間 (Kecchaku no Gokagetsukan) |                   |                                                       |                  |                   |
| 8 | 15 octobre 2021   | 978-4-06-525143-0                                     |                  |                   |
| Liste des chapitres : - Chapitre 64 : 紫し乃のとの夜 (Shino to no Yoru) - Chapitre 65 : ミリカとの夜 (Mirika to no Yoru) - Chapitre 66 : 渚との夜 (Nagisa to no Yoru) - Chapitre 67 : 咲との夜 (Saki to no Yoru) - Chapitre 68 : チチバトル (Chichi Batoru) - Chapitre 69 : 親、襲来 (Oya, Shūrai) - Chapitre 70 : 親、襲来② (Oya, Shūrai 2) - Chapitre 71 : それはそれとして (Sore wa Sore to shite) - Chapitre 72 : ミリカ&紫乃 (Mirika & Shino) |                   |                                                       |                  |                   |
| 9 | 17 janvier 2022   | 978-4-06-526606-9                                     |                  |                   |
| Liste des chapitres : - Chapitre 73 : ゆずれない想い (Yuzurenai omoi) - Chapitre 74 : カノジョとバカンス① (Kanojo to bakansu ①) - Chapitre 75 : カノジョとバカンス② (Kanojo to bakansu ②) - Chapitre 76 : カノジョとバカンス③ (Kanojo to bakansu ③) - Chapitre 77 : カノジョとバカンス④ (Kanojo to bakansu ④) - Chapitre 78 : カノジョとバカンス⑤ (Kanojo to bakansu ⑤) - Chapitre 79 : カノジョとバカンス⑥ (Kanojo to bakansu ⑥) - Chapitre 80 : カノジョの決意① (Kanojo no ketsui ①) - Chapitre 81 : カノジョの決意② (Kanojo no ketsui ②) |                   |                                                       |                  |                   |
| 10 | 15 avril 2022     | 978-4-06-527541-2                                     |                  |                   |
| Liste des chapitres : - Chapitre 82 : カノジョの決意③ (Kanojo no ketsui ③) - Chapitre 83 : カノジョの決意④ (Kanojo no ketsui ④) - Chapitre 84 : カノジョの決意⑤ (Kanojo no ketsui ⑤) - Chapitre 85 : カノジョの決意⑥ (Kanojo no ketsui ⑥) - Chapitre 86 : カノジョの決意⑦ (Kanojo no ketsui ⑦) - Chapitre 87 : カノジョの決意⑧ (Kanojo no ketsui ⑧) - Chapitre 88 : カノジョの決意⑨ (Kanojo no ketsui ⑨) - Chapitre 89 : カノジョの決意⑩ (Kanojo no ketsui ⑩) - Chapitre 90 : カノジョの決意。そして。 (Kanojo no ketsui. Soshite.) |                   |                                                       |                  |                   |
| 11 | 17 juin 2022      | 978-4-06-528183-3                                     |                  |                   |
| Liste des chapitres : - Chapitre 91 : 後始末 (Atoshimatsu) - Chapitre 92 : なんの成果もあげられませんでした (Nan no seika mo age raremasendeshita) - Chapitre 93 : お酒は20歳から (O sake wa 20-sai kara) - Chapitre 94 : 2度目が肝心 (2-Dome ga kanjin) - Chapitre 95 : キスのやりかたがわかりません (Kisu no yarikata ga wakarimasen) - Chapitre 96 : お勉強を頑張りましょう (O benkyō o ganbarimashō) - Chapitre 97 : 将来どうするの？ (Shōrai dō suru no?) - Chapitre 98 : 夢に向かってゴー (Yume ni mukatte gō) - Chapitre 99 : テストを乗り越えろ！ (Tesuto o norikoero!) |                   |                                                       |                  |                   |
| 12 | 16 septembre 2022 | 978-4-06-529133-7                                     |                  |                   |
| Liste des chapitres : - Chapitre 100 : 渚の進路 (Nagisa no shinro) - Chapitre 101 : ミリカとテスト (Mirika to tesuto) - Chapitre 102 : アレが気になります (Are ga ki ni narimasu) - Chapitre 103 : 最大の危機 (Saidai no kiki) - Chapitre 104 : やばい直也 (Yabai Naoya) - Chapitre 105 : みんなのちから (Min'na nochi kara) - Chapitre 106 : 渚と母 (Nagisa to haha) - Chapitre 107 : 渚と将来 (Nagisa to shōrai) - Chapitre 108 : テストの結果 (Tesuto no kekka) |                   |                                                       |                  |                   |
| 13 | 17 novembre 2022  | 978-4-06-529710-0                                     |                  |                   |
| Liste des chapitres : - Chapitre 109 : お祝い (Oiwai) - Chapitre 110 : 他人 (Tanin) - Chapitre 111 : カノジョとデート (Kanojo to dēto) - Chapitre 112 : 渚とデート① (Nagisa to dēto ①) - Chapitre 113 : 渚とデート② (Nagisa to dēto ②) - Chapitre 114 : 紫乃とデート① (Shino to dēto ①) - Chapitre 115 : 紫乃とデート② (Shino to dēto ②) - Chapitre 116 : ミリカとデート① (Mirika to dēto ①) - Chapitre 117 : ミリカとデート② (Mirika to dēto ②) |                   |                                                       |                  |                   |
| 14 | 17 février 2023   | 978-4-06-530629-1                                     |                  |                   |
| Liste des chapitres : - Chapitre 118 : ミリカとデート③ (Mirika to dēto ③) - Chapitre 119 : ミリカとデート④ (Mirika to dēto ④) - Chapitre 120 : 咲とデート① (Saki to dēto ①) - Chapitre 121 : 咲とデート② (Saki to dēto ②) - Chapitre 122 : 咲とデート③ (Saki to dēto ③) - Chapitre 123 : デートを終えて (Dēto o oete) - Chapitre 124 : 消せないもの (Kesenai mono) - Chapitre 125 : 無くせないもの (Nakusenai mono) - Chapitre 126 : 普通 (Futsū) |                   |                                                       |                  |                   |
| 15 | 17 avril 2023     | 978-4-06-531265-0                                     |                  |                   |
| Liste des chapitres : - Chapitre 127 : 咲と3人の気持ち① (Saki to 3-ri no kimochi ①) - Chapitre 128 : 咲と3人の気持ち② (Saki to 3-ri no kimochi ②) - Chapitre 129 : 咲と3人の気持ち③ (Saki to 3-ri no kimochi ③) - Chapitre 130 : 咲と3人の気持ち④ (Saki to 3-ri no kimochi ④) - Chapitre 131 : 二股の先へ (Futamata no saki e) - Chapitre 132 : 彼女とキス (Kanojo to kisu) - Chapitre 133 : 最後の戦い① (Saigo no tatakai ①) - Chapitre 134 : 最後の戦い② (Saigo no tatakai ②) - Chapitre 135 : 最後の戦い③ (Saigo no tatakai ③) |                   |                                                       |                  |                   |
| 16 | 14 juillet 2023   | 978-4-06-532187-4 978-4-06-532188-1 (édition limitée) |                  |                   |
| Liste des chapitres : - Chapitre 136 : 最後の戦い④ (Saigo no tatakai ④) - Chapitre 137 : 最後の戦い⑤ (Saigo no tatakai ⑤) - Chapitre 138 : 最後の戦い⑥ (Saigo no tatakai ⑥) - Chapitre 139 : 最後の戦い⑦ (Saigo no tatakai ⑦) - Chapitre 140 : 最後の戦い⑧ (Saigo no tatakai ⑧) - Chapitre 141 : 最後の戦い⑨ (Saigo no tatakai ⑨) - Chapitre 142 : 最後の戦い⑩ (Saigo no tatakai ⑩) - Chapitre 143 : 決着のあと (Ketchaku no ato) - Chapitre 144 : カノジョも彼女 (Kanojo mo kanojo) |                   |                                                       |                  |                   |

## Anime
Une adaptation en anime est annoncée en novembre 2020 dans le 51e numéro du Weekly Shōnen Magazine,. La série est réalisée par le studio Tezuka Productions avec Satoshi Kuwabara à la réalisation. Keiichirō Ōchi s'occupe du scénario, Akiko Toyoda s'occupe du design des personnages et Miki Sakurai, Tatsuhiko Saiki et Sayaka Aoki compose la musique. La série est diffusée à partir du 2 juillet 2021 au 18 septembre 2021 au Japon sur les chaînes MBS, TBS, BS-TBS et AT-X. En France, Crunchyroll dispose des droits de diffusion sur leur plateforme.
Necry Talkie (ja) interprète le générique du début de la série intitulé Fuzaketenai ze (ふざけてないぜ), tandis que Momo Asakura interprète le générique de fin intitulé Pinky Hook (ピンキーフック, Pinkī Fukku).
Une seconde saison est annoncée le 16 septembre 2022. La série est cette fois-ci produite par SynergySP avec Takatoshi Suzuki en tant que réalisation et un scénario supervisé par Kazuhiko Inukai. Shouko Hagiwara s'occupe du design des personnages et Kanade Sakuma et Junko Nakajima composent la musique avec Miki Sakurai et Tatsuhiko Saiki. La deuxième saison est diffusée du 7 octobre 2023 au 22 décembre 2023 sur MBS et TBS,,.
Hikari Kodama interprète le générique du début de la série intitulé Dramatic ni Koi Shitai (ドラマチックに恋したい), tandis que ClariS interprète le générique de fin intitulé Forira (ふぉりら).

### Liste des épisodes

#### Saison 1
| No                      | Titre français                     | Titre japonais             | Titre japonais                    | Date de 1re diffusion |
| No                      | Titre français                     | Kanji                      | Rōmaji                            | Date de 1re diffusion |
| ----------------------- | ---------------------------------- | -------------------------- | --------------------------------- | --------------------- |
| 1                       | Même si ce n'est pas la bonne voie | それが正しい道じゃなくても | Sore ga Tadashii Michi janakutemo | 3 juillet 2021        |
| [Chapitres 1-2-3]       |                                    |                            |                                   |                       |
| 2                       | Les sentiments de Nagisa           | 渚の気持ち                 | Nagisa no Kimochi                 | 10 juillet 2021       |
| [Chapitres 4-5-6-7]     |                                    |                            |                                   |                       |
| 3                       | Leur place                         | 三人の場所                 | Sannin no Basho                   | 17 juillet 2021       |
| [Chapitres 8-9-10]      |                                    |                            |                                   |                       |
| 4                       | Mes deux copines                   | 彼女と彼女                 | Kanojo to Kanojo                  | 24 juillet 2021       |
| [Chapitres 11-12-13]    |                                    |                            |                                   |                       |
| 5                       | La troisième ?                     | 三人目！？                 | Sanninme!?                        | 31 juillet 2021       |
| [Chapitres 14-15-19]    |                                    |                            |                                   |                       |
| 6                       | De froid à chaud                   | ツンがデレ                 | Tsun ga dere                      | 7 août 2021           |
| [Chapitres 16-17-18]    |                                    |                            |                                   |                       |
| 7                       | Leur challenge                     | 彼女たちのチャレンジ       | Kanojo-tachi no Charenji          | 14 août 2021          |
| [Chapitres 20-37-38]    |                                    |                            |                                   |                       |
| 8                       | C'est de l'amour                   | どう見ても好き             | Dō mite mo suki                   | 21 août 2021          |
| [Chapitres 21-22-23]    |                                    |                            |                                   |                       |
| 9                       | Ses sentiments découverts          | ツンのデレがバレ           | Tsun no Dere ga Bare              | 28 août 2021          |
| [Chapitres 24-25-26]    |                                    |                            |                                   |                       |
| 10                      | Hâte d'aller aux sources           | 温泉楽しみ                 | Onsen Tanoshimi                   | 4 septembre 2021      |
| [Chapitres 27-28-29]    |                                    |                            |                                   |                       |
| 11                      | Ce qui arrive souvent aux sources  | 温泉でありがちなこと       | Onsen de Arigachi na Koto         | 11 septembre 2021     |
| [Chapitres 30-31-32-33] |                                    |                            |                                   |                       |
| 12                      | C'est sa copine aussi              | カノジョも彼女             | Kanojo mo kanojo                  | 18 septembre 2021     |
| [Chapitres 33-34-35-36] |                                    |                            |                                   |                       |

#### Saison 2
| No                                | Titre français                     | Titre japonais            | Titre japonais              | Date de 1re diffusion |
| No                                | Titre français                     | Kanji                     | Rōmaji                      | Date de 1re diffusion |
| --------------------------------- | ---------------------------------- | ------------------------- | --------------------------- | --------------------- |
| 1                                 | En avant pour les grandes vacances | いけいけゴーゴー夏休み    | Ike ike gō gō natsuyasumi   | 7 octobre 2023        |
| [Chapitres 39-41-42-43]           |                                    |                           |                             |                       |
| 2                                 | Bienvenue chez nous, Shino !       | いらっしゃい紫乃さん      | Irasshai Shino-san          | 13 octobre 2023       |
| [Chapitres 44 à 47]               |                                    |                           |                             |                       |
| 3                                 | Un peu de nerf                     | しっかりして              | Shikkari Shite              | 20 octobre 2023       |
| [Chapitres 48 à 51]               |                                    |                           |                             |                       |
| 4                                 | Feux d'artifice avec mes copines   | カノジョと花火            | Kanojo to Hanabi            | 27 octobre 2023       |
| [Chapitres 52 à 54]               |                                    |                           |                             |                       |
| 5                                 | Copines et résolutions             | カノジョと覚悟            | Kanojo to Kakugo            | 3 novembre 2023       |
| [Chapitres 55 à 58]               |                                    |                           |                             |                       |
| 6                                 | Sa détermination                   | カノジョの覚悟            | Kanojo no Kakugo            | 10 novembre 2023      |
| [Chapitres 59 à 62]               |                                    |                           |                             |                       |
| 7                                 | Une nuit avec elles                | カノジョたちとの夜        | Kanojo-tachi to no Yoru     | 17 novembre 2023      |
| [Chapitres 63 à 67]               |                                    |                           |                             |                       |
| 8                                 | Des sentiments inébranlables       | ゆずれない想い            | Yuzurenai Omoi              | 24 novembre 2023      |
| [Chapitres 68 (page 1 à 17) à 73] |                                    |                           |                             |                       |
| 9                                 | En vacances avec mes copines       | カノジョとバカンス        | Kanojo to bakansu           | 1er décembre 2023     |
| [Chapitres 74 à 77]               |                                    |                           |                             |                       |
| 10                                | Sa résolution                      | カノジョの決意            | Kanojo no Ketsui            | 8 décembre 2023       |
| [Chapitres 78 à 81]               |                                    |                           |                             |                       |
| 11                                | Sa résolution, et ensuite          | カノジョの決意 それから。 | Kanojo no Ketsui Sore Kara. | 15 décembre 2023      |
| [Chapitres 82 à 85]               |                                    |                           |                             |                       |
| 12                                | Sa résolution, et après.           | カノジョの決意 そして。   | Kanojo no Ketsui, Soshite.  | 22 décembre 2023      |
| [Chapitres 86 à 90]               |                                    |                           |                             |                       |